# Royal Army
Royal Army var den engelske konges hær indtil Oliver Cromwells tropper, der kæmpede for parlamentet, vandt den engelske borgerkrig. Den senere britiske hær hedder ikke Royal Army, selvom de to andre værn hedder Royal Navy og Royal Air Force. 
Diverse grever og baroner betalte ikke skat, men opstillede i stedet for regimenter de selv bekostede. Når den engelske regent skulle i krig, kunne han/hun indsætte disse regimenter. Hvis greven eller baronen var rig, havde han et rytterregiment, ellers et infanteriregiment. Nogle opgaver var for banale eller bekostelige for en adelsmand, derfor oprettede kronen selv disse enheder: Royal Artillery med dyre kanoner, Royal Engineers med uglamourøse graveopgaver, Royal Signals med 'blodfattig' kommunikation, Royal Corps of Transport med prosaisk logistik osv. 
En krigsflåde var også for dyr for en enkelt adelsmand og var derfor kongelig; Royal Navy.

Da staten overtog militæret i 1800-tallet var det en blanding af kongelige og adelige regimenter, derfor kunne den britiske hær aldrig blive Royal Army (kongelig hær). Da Dronning Victoria yderligere var kejserinde af Indien, var den indiske hær teknisk set kejserlig. Ydermere indgik skotske enheder, der var oprettet af den skotske konge og derfor kongelige på den 'forkerte' måde.
Royal Air Force opstod først i 1918, men er et konglomerat af Royal Flying Corps fra Royal Engineers og Royal Naval Air Service fra Royal Navy – helt igennem kongelig. Tilsvarende udsprang Royal Tank Regiment i 1917 af Royal Artillery.
Dette problem er et rent britisk, idet andre monarkiers hære ikke har dette problem:
- I NATO hedder den danske hær; Royal Danish Army[1].
- Kungliga Armén; Sverige.
- Royal Norwegian Army; Norge.
- Koninklijke Landmacht; Holland/Nederlandene.
- Règio Esercito (Italien fra 1861 til 1943).
- Königliche Preußisches Heer, den største af Tysklands hære i 1. verdenskrig.